# Francis Wogan Festing
Sir Francis Wogan Festing, britanski feldmaršal, * 1902, † 1976.